# والتر ألن
والتر ألن (بالإنجليزية: Walter Allen)‏ (23 فبراير 1911 في فرنسا - 28 فبراير 1995، لندن في المملكة المتحدة)؛ شاعر، كاتب، صحفي وروائي بريطاني.